# Copidozoum declinatum
Copidozoum declinatum är en mossdjursart som beskrevs av Chimonides och Cook 1994. Copidozoum declinatum ingår i släktet Copidozoum och familjen Calloporidae. Inga underarter finns listade i Catalogue of Life.